# Système éducatif en Afghanistan
 (mars 2022).

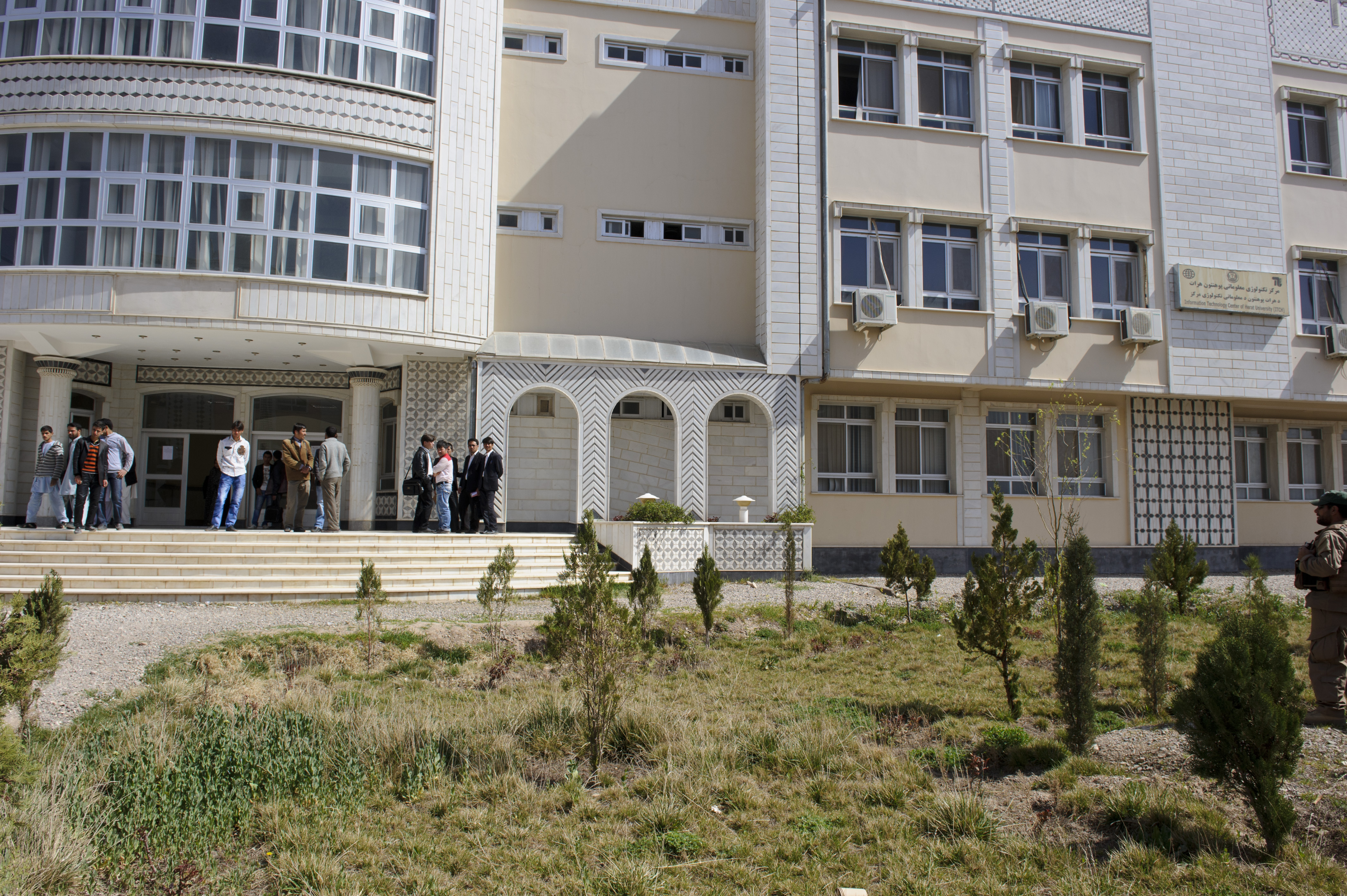
Étudiants devant le campus principal de l'université Herat.

Le système éducatif en Afghanistan comprend l'enseignement primaire et secondaire ainsi que l'enseignement supérieur, qui sont supervisés par le ministère de l'Éducation et le ministère de l'Enseignement supérieur, situés à Kaboul.

## L'accès à l'éducation en Afghanistan
Des millions d'enfants et de jeunes en Afghanistan, en particulier des filles et des jeunes femmes, n'ont pas accès à l'éducation. Les données publiées par l'UNESCO en 2024 indiquent qu'au moins 1,4 million de filles n'ont pas eu accès à l'enseignement secondaire depuis la prise du pouvoir par les Talibans en août 2021. Bien que l’éducation des filles est encore autorisée en dessous de 12 ans, le nombre d’élèves inscrits dans l’enseignement primaire a lui aussi connu une baisse drastique depuis 2021. Selon les données de l’UNESCO, l’Afghanistan ne compte plus que 5,7 millions de filles et de garçons en primaire en 2022, contre 6,8 millions en 2019 (l'Afghanistan compte en 2024 un peu plus de 40 millions d'habitants).
Les chiffres sont également très préoccupants dans l’enseignement supérieur, avec une baisse de moitié (53%) du nombre d’étudiants inscrits dans les universités depuis 2021.

## Histoire
Une des écoles les plus anciennes d'Afghanistan est le lycée Habibia à Kaboul, qui a été bâti par l'émir Habibullah Khan en 1903 pour former les étudiants venant des hautes classes de la société. En 1920, le lycée Amani financé par les Allemands a ouvert ses portes à Kaboul, et, une décennie plus tard, deux lycées français ont vu le jour, l'AEFE et le Lycée Esteqlal. L'université de Kaboul a été créé en 1932.

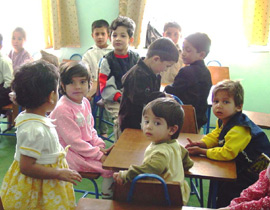
Une classe de maternelle en 2004.

L'accès à l'éducation s'est amélioré sous le règne du roi Zahir Shah, de 1933 à 1973, celui-ci ayant rendu l'enseignement primaire accessible à la moitié des enfants afghans de moins de 12 ans et ayant développé l'enseignement secondaire et l'université de Kaboul.
Sous le régime de la République démocratique d'Afghanistan, le gouvernement du parti démocratique populaire d'Afghanistan a réformé le système éducatif ; l'accent a été mis sur l'éducation des deux sexes, et des programmes d'alphabétisation généralisés ont été mis en place. En 1978, les femmes représentaient 40 % des docteurs et 60 % des enseignants de l'université de Kaboul ; 440 000 écolières et étudiantes étaient inscrites dans les établissements scolaires et plus de 80 000 dans des programmes d'alphabétisation. Malgré certaines améliorations, un grand pourcentage de la population restait illettré. Avec le début de l'invasion soviétique de l'Afghanistan en 1979, des guerres successives ont pratiquement détruit le système éducatif national. La plupart des professeurs ont fui vers les pays voisins durant les guerres. Au milieu des années 1990, il n'y avait que 650 écoles en fonctionnement dans tout l'Afghanistan,. En 1996, le régime taliban a restreint l'éducation des filles et la madrassa, l'école de la mosquée, est devenue le lieu principal pour l'enseignement primaire et secondaire. Près de 1,2 million d'élèves ont été inscrits dans les écoles durant le régime des talibans, dont moins de 50 000 étaient des filles.
Après le renversement des Talibans à la fin de l'année 2001, l'administration du président Karzai a reçu une aide internationale conséquente pour restaurer le système éducatif. Environ 7000 écoles étaient en fonctionnement dans 20 des 32 provinces à la fin de l'année 2003, avec 27 000 professeurs enseignant à 4,2 millions d'enfants (dont 1,2 million de filles). 3,9 millions de ces élèves étaient inscrit dans des écoles primaires. Environ 57 % des hommes et 86 % des femmes étaient signalés illettrés, et le manque de travailleurs qualifiés et instruits était un désavantage économique majeur. Quand l'université de Kaboul a rouvert ses portes en 2002, près de 24 000 étudiants et étudiantes se sont inscrites dans l'enseignement supérieur. Dans le même temps, cinq autres universités étaient rénovées. Le programme des écoles publiques incluaient des cours religieux mais l'enseignement approfondi de la religion était laissé aux enseignants religieux.

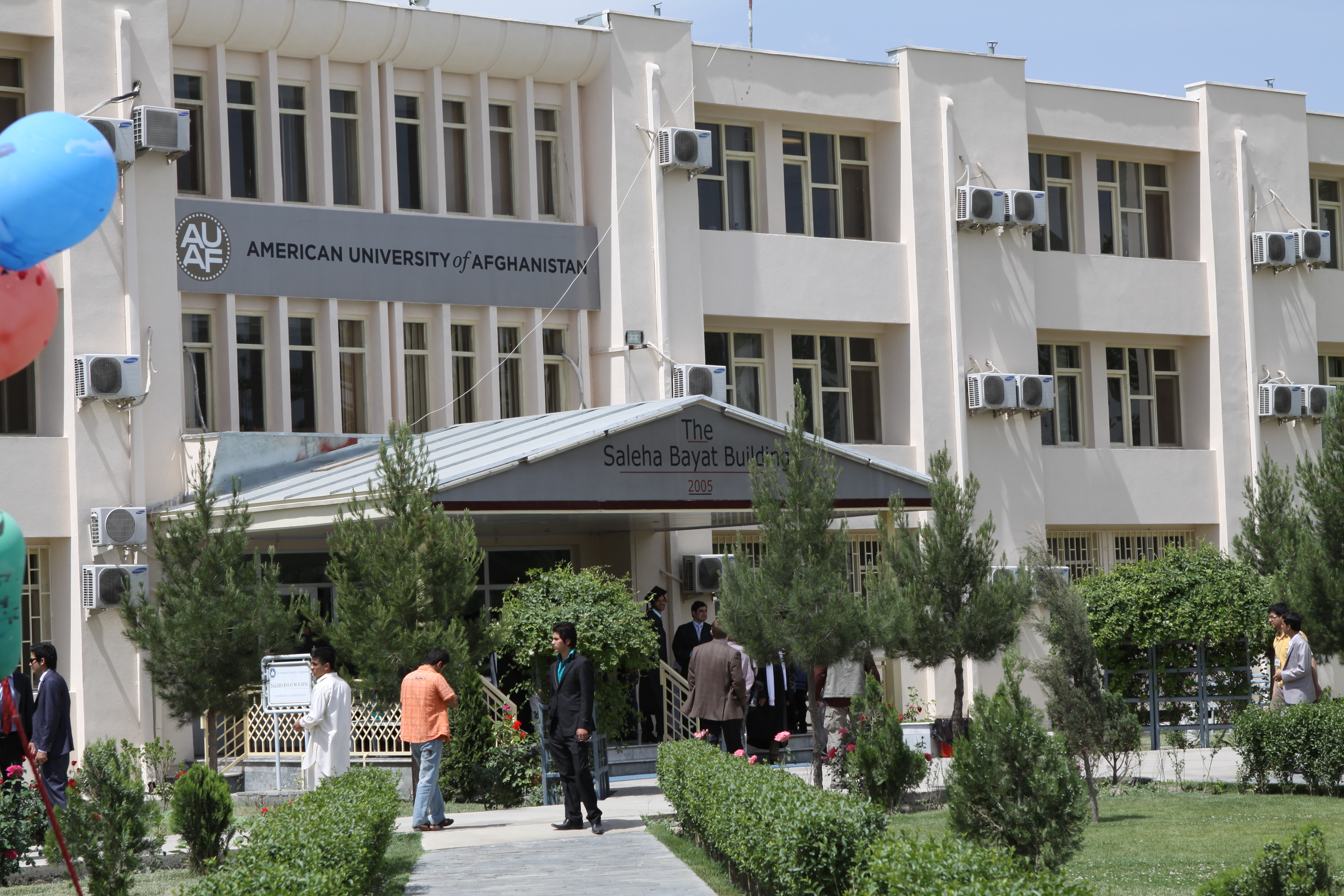
Université américaine d'Afghanistan (AUAF) à Kaboul.

En 2006, plus de 4 millions d'élèves, garçons et filles, étaient inscrits dans les écoles dans tout l'Afghanistan. Durant cette période, les établissements scolaires étaient remis à neuf ou améliorés, avec davantage d'écoles modernes construites chaque année. L'université américaine d'Afghanistan à Kaboul a été créé en 2006. D'autres universités ont été rénovées ou reconstruites, notamment l'université de Kandahār dans le sud, l'université du Nangarhâr et l'université de Khost dans l'est, l'université d'Herat dans l'ouest et l'université de Balkh dans le nord. Malgré ces succès, il restait encore des obstacles importants, nombre d'entre eux découlant d'un manque de financement. La planification des programmes scolaires était difficile pour le ministère de l'Éducation car une part importante du budget provenait de donateurs externes, rendant ardue la prédiction du budget annuel.

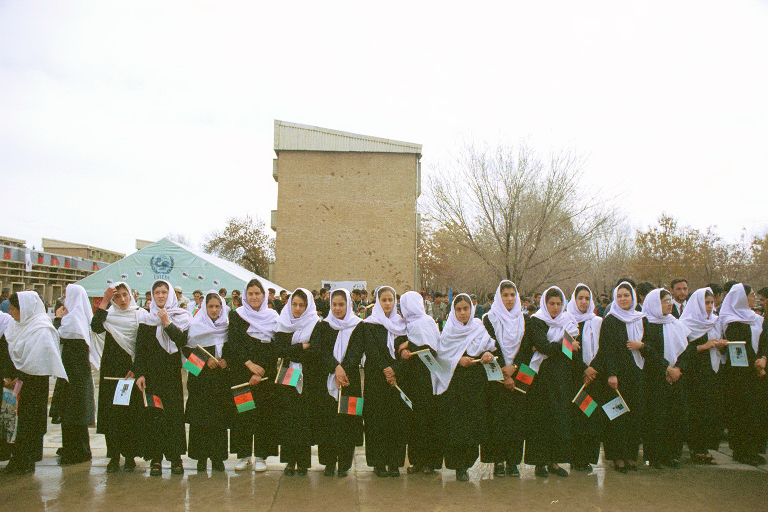
Des étudiantes afghanes en 2002.

Les obstacles pour l'éducation étaient encore plus nombreux pour les filles afghanes. Mohammad Hanif Atmar, alors ministre de l'Éducation afghan, déclara en 2007 que 60 % des écoliers étudiaient dans des tentes ou d'autres structures non-protégées, et que certains parents refusaient de laisser leurs filles aller à l'école dans ces conditions. Les parents, en particulier dans les milieux conservateurs, étaient aussi préoccupés par le manque de femmes professeures. Certains parents n'autorisaient pas leurs filles à être instruites par des hommes. Mais cela avait souvent pour conséquence que les filles n'étaient pas autorisées à aller à l'école, comme l'a rapporté en 2007 l'agence d'aide internationale Oxfam : environ un quart des professeurs étaient des femmes. En 2009, la destruction des écoles par les talibans constituaient une autre inquiétude des parents. À la suite de la destruction de plus de 150 écoles en un an, de nombreux parents émettaient des doutes sur la capacité du gouvernement de les protéger.
Les réalisations suivantes ont eu lieu durant les années 2000 :
- De 2001 à 2010, l'inscription dans les écoles primaires est passé de 1 million à 7 millions d'écoliers, et la proportion de filles est passé de quasiment 0 % à 37 %.
- Le nombre de professeurs de l'enseignement général a été multiplié par 7 mais leur formation reste faible. Environ 31 % sont des femmes.
- De 2003 jusqu'à 2010, plus de 5 000 écoles ont été réhabilités ou construites. Un peu plus de 50 % des écoles disposent de bâtiments utilisables.

L'inscription reste faible. La moyenne est de 1 983 élèves par établissement. 3 établissements comptent moins de 200 élèves. De plus, il y a un manque de membres de faculté qualifiés : seuls 4,7 % (166 sur un total de 3 522) du corps enseignant détenaient un doctorat. « La corruption s'ajoutait à des problèmes de ressources inadéquates et au manque de personnel qualifié. »

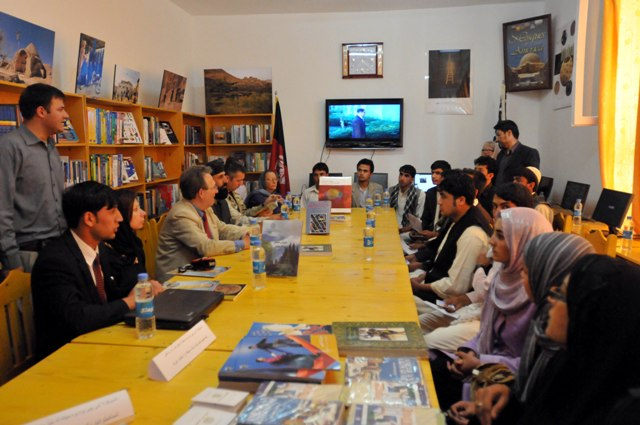
Anthony Wayne, ambassadeur adjoint des États-Unis en Afghanistan, et Musa Khan Ahmadzai, gouverneur de la province de Ghazni, s'entretenant avec des étudiants fréquentant le nouveau Lincoln Learning Center de Ghazni.

En 2010, les États-Unis ont commencé la construction de Lincoln Learning Centers en Afghanistan. Ils servent de plateforme pour les programmes, proposent des cours d'anglais, disposent de bibliothèques, de salles de programmation avec connexion internet, et d'autres services d'enseignement et d'encadrement. L'objectif du programme est d'atteindre 4 000 citoyens afghans par mois et par implantation,,.
Selon le classement de l'indice de développement humain, en 2011, l'Afghanistan était le 15e pays le moins développé.
En 2009 et 2010, 5 000 ordinateurs portables ont été déployés dans les écoles du Kandahar dans le cadre d'une opération de One Laptop per Child (OLPC) soutenue par une fondation anonyme. L'équipe de l'OLPC est à la recherche d'un soutien local pour entreprendre un déploiement plus important,.
En juin 2011, des responsables des États-Unis ont signé une déclaration conjointe avec le ministre de l'Éducation Ghulam Farooq Wardak pour élargir les possibilités d'un soutien financier direct de l'Agence des États-Unis pour le développement international en direction du ministère de l'Éducation afghan. En décembre 2011, Baghch-e-Simsim, une version afghane de l'émission télévisée pour enfants Sesame Street, a été lancée en Afghanistan. Il a été financé par le département d'État des États-Unis et est produit après consultation du ministère de l'Éducation afghan. Le projet est conçu pour aider à éduquer les enfants afghans dès le stade de la maternelle.
En mai 2013, il y aurait 16 000 écoles en Afghanistan et 10,5 millions d'élèves inscrits. Le ministre de l'Éducation Ghulam Farooq Wardak a déclaré que 3 millions d'enfants restaient privés d'école et demandait que 3 milliards de dollars soient alloués à la construction de 8 000 écoles supplémentaires au cours des deux prochaines années. En 2015, certaines écoles sont encore utilisées comme bunkers par les forces de sécurité afghanes.
En 2015, à l'université de Kaboul, un premier master sur l'étude des genres et la condition féminine a été créé.

## Défis au développement de l'éducation

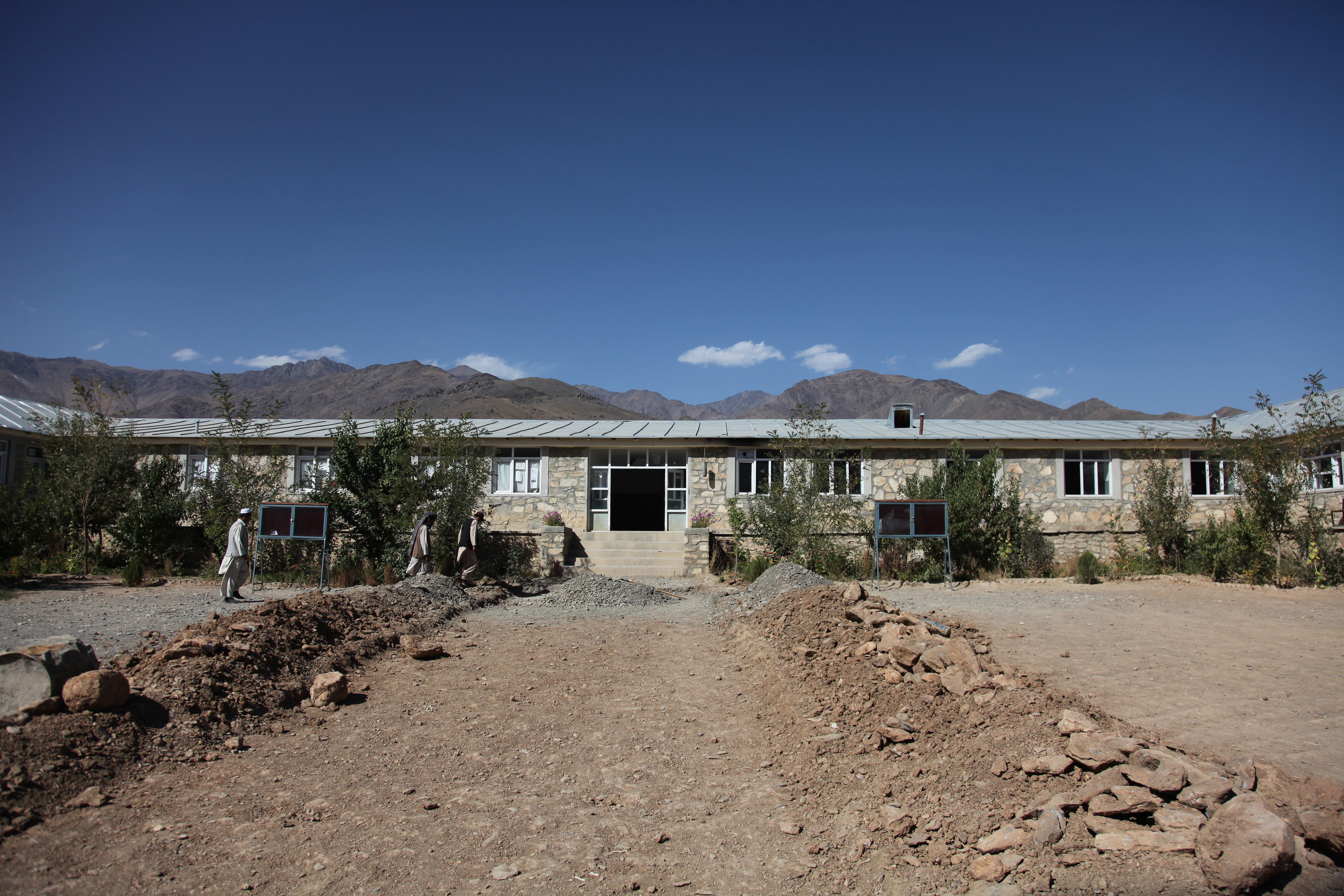
Une école à Jalrez, dans la province de Wardak, durant la phase finale de sa construction le 30 septembre 2009.

Le pays risque d'être confronté à une pénurie de diplômés formés pour exercer les emplois les plus qualifiés, ce qui ne fera qu’aggraver les problématiques de développement.

### Violence
L'Afghanistan est l'un des pays où les écoles subissent le plus de violence, avec 670 incidents en 2008. Les violences contre les élèves empêchaient presque 5 millions d'enfants afghans d'aller à l'école en 2010. De 2006 à 2009, 439 professeurs, membres du personnel enseignants ou élèves ont été tués, soit un des plus hauts chiffres au monde.

### Accréditation des enseignants
Depuis que le régime des talibans a été renversé en 2001, jusqu'à 6 millions de filles et garçons ont recommencé à aller à l'école. En 2012, le nombre d'élèves dépassait de loin le nombre de professeurs qualifiés. Selon les statistiques fournies par le ministère de l'Éducation, 80 % des 165 000 professeurs du pays ont terminé l'équivalent du lycée ou n'ont pas terminé leurs études supérieures.

### Programme scolaire extrémiste
Depuis le renversement du régime taliban, grâce aux efforts combinés d'experts afghans et internationaux, les programmes ne sont plus des enseignements strictement islamiques ; il y a de nouveaux manuels et une meilleure formation. Pourtant, il n'y a pas encore de programme standard pour les manuels de l'enseignement secondaire, et les manuels de niveau lycée restent malheureusement inadaptés en nombre et en contenu.

### Infrastructure

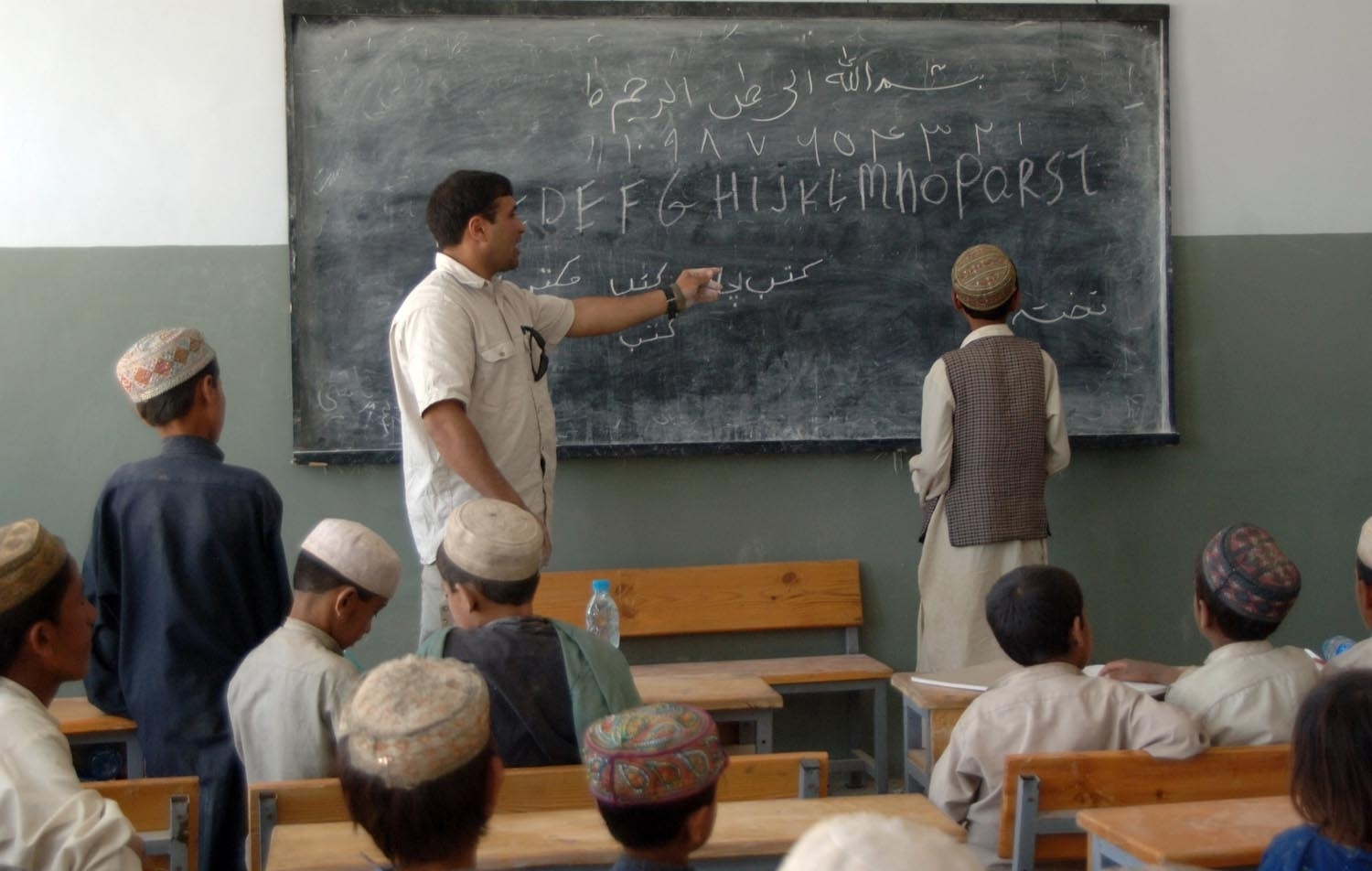
Salle de classe typique de l'Afghanistan rural.

En 2012, il n'y avait pas suffisamment d'écoles. Environ 4 500 écoles ont été construites selon un rapport récent du gouvernement. 40 % des écoles étaient installées dans des locaux permanents. Le reste des classes se réunissaient dans des abris de l'UNICEF ou étaient des « écoles du désert », les élèves et les professeurs se réunissant dans les déserts près des villages.

### Travail des enfants
En 2018, 29% des enfants afghans âgés entre 5 et 17 ans travaillaient, selon le ministère du Travail afghan.
Cette pratique est pourtant bien illégale en Afghanistan. En 2016, Human Rights Watch rapportait déjà qu’un quart des enfants afghans de moins de 14 ans exerçaient une activité laborieuse, souvent durant de longues heures, dans des conditions dangereuses et pour des revenus dérisoires. Ces chiffres restent des estimations. Mais ils montrent déjà l’ampleur et le profond ancrage de ce phénomène dans la société afghane, où 45% de la population est âgée de moins de 15 ans.